# Förstörelsen av irländska herrgårdar 1919–1923

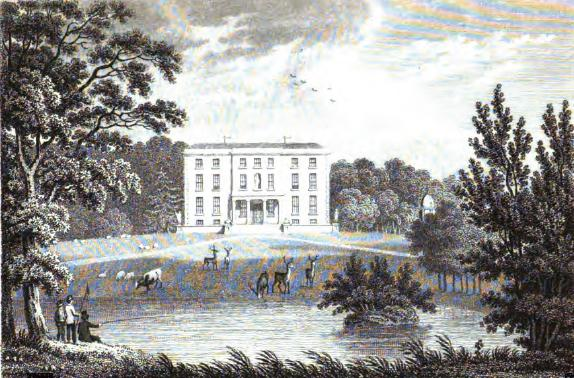
Ballynastragh House, 1826, en typisk irländsk herrgård.

Förstörelsen av irländska herrgårdar var omfattande under det irländska frihetskriget (1919-1921) och det irländska inbördeskriget (1922-1923). Minst 275 av dessa så kallade Big houses, det vill säga herrskapshus ägda av den angloirländska godsägarklassen, attackerades under perioden. Huvudbyggnaderna brändes ner, sprängdes eller förstördes på andra sätt av den irländska republikanska armén (IRA).

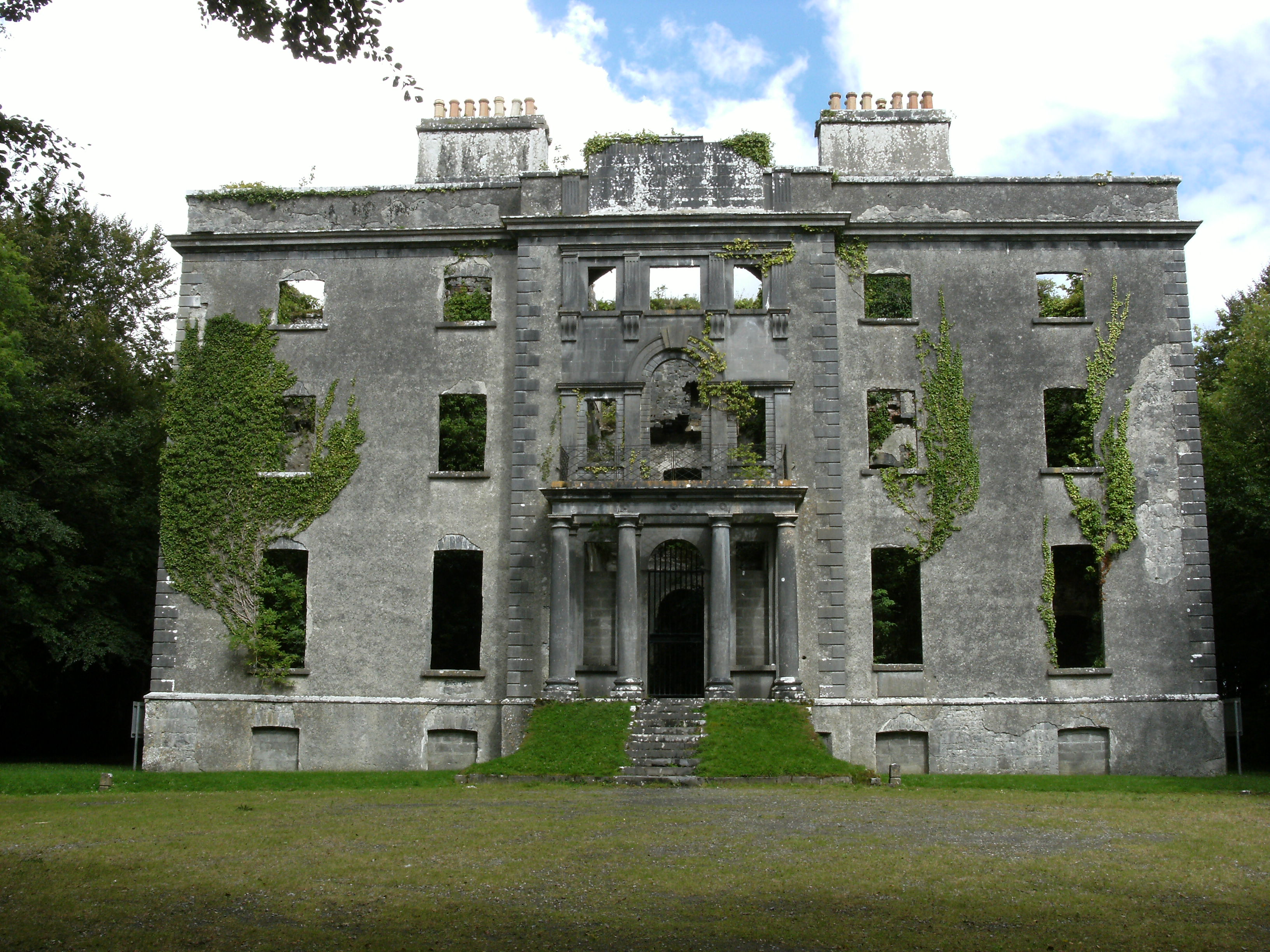
Moore Hall, som brändes av IRA

## Historik
Nästan alla herrgårdar på Irland under denna tid tillhörde den protestantiska angloirländska godsägarklassen, den så kallade Protestant Ascendancy, som sedan 1600-talet hade härskat över de katolska irländarna. 
Den angloirländska aristokratin hade vid denna tid förlorat sin historiska makt. Den stora svälten 1845–1849 och den Långa depressionen på 1870-talet hade gjort att den förlorat sin ekonomiska makt; de hade sedan förlorat sin politiska dominans genom Representation of the People Act 1884; och genom Irish Land Commission hade den irländska bondebefolkningen 1915 slutligen också tilldelats sin egen mark av myndigheterna. Den före detta godsägarklassen var dock fortfarande rik tack vare den ekonomiska kompensation de tilldelats av den brittiska regeringen, och levde fortfarande på sina herrgårdar, där de betjänades av tjänstefolk på samma sätt som förut. Det innebar att godsägarsystemets sociala struktur fortfarande dominerade landsbygden.  
I IRA:s ögon utgjorde husen symboler för det förtryckande godsägarsystem genom vilket de protestantiska engelsmännen i 300 år hade exploaterat de katolska irländarna. Att förstöra dem var ett sätt att förstöra även den kvarlevande sociala strukturen av det gamla godsägarsystem som så länge upprätthållit det engelska väldet på Irland, åstadkomma en mentalitetsförändring hos bönderna, och "befria dem från deras nedärvda respekt för sina godsägare". IRA:s attacker på herrgårdarna var därför en ideologisk och symbolisk kampanj. Samtidigt fanns också en konkret politisk faktor: angloirländarna förutsattes vara unionister, och att bränna en herrgård som en attack på unionisterna som helhet. 
Attackerna förvärrades under Irländska inbördeskriget 1922–1923, då IRA igångsatte en ren kampanj mot herrgårdarna. Liam Lynch utfärdade 8 december 1922 en order till IRA att "alla anhängare av irländska fristaten är förrädare och förtjänar sådanas öde, därför måste deras hus genast förstöras"; alla angloirländska godsägare förutsattes vara anhängare av irländska fristaten, som var fiender till republikanska IRA. IRA kallade allmänt de angloirländska godsägarna för imperialister, och antog också att herrgårdarna kunde användas som fästningar av irländska fristaten. 
De personer som bodde i herrgårdarna blev i allmänhet inte ofredade på annat sätt än att de meddelades att deras hus skulle brännas och att de därför måste evakuera innan det antändes. IRA hade i allmänhet inte syftet att attackera den före detta godsägarklassens liv, utan endast förstöra deras hus, något som i vilket fall som helst skulle få angloirländarna att flytta. Det finns flera rapporter om hur IRA:s medlemmar uppträdde hövligt, och till och med hjälpte herrgårdens innevånare att flytta ut sina ägodelar på gräsmattan innan huset antändes. 
Dermot Bourke, 7:e earl av Mayo, vars hus attackerades 29 januari 1923, uppgav att han uppfattade IRA:s representanter som "översvallande hövliga" och ursäktande. Det finns dock också samtida rapporter och nyhetsartiklar om angloirländare som tvingades fly från sina hus sedan det antänts utan förvarning, och även fall där enskilda angloirländare hade blivit skjutna under attacken. I de fallen handlade det ofta om individuella angloirländare som bevisligen hade engagerat sig personligen mot IRA. 
De flesta av de herrgårdar som brändes 1919–1923 blev inte återuppbyggda, utan lämnades kvar som ruiner eller revs helt.